# 吉原貞敏
吉原 貞敏（よしはら さだとし、1909年5月3日 - 1995年9月17日）は、日本の実業家、馬主。広島県向島（現・尾道市）出身。東京鐵鋼創業者である。東京鐵鋼現社長で、馬主の吉原毎文は長男。

## 経歴・人物
祖父は広島県向島の八幡神社の神官で、祖父まで137代を数える家系。父・吉原敏（1885-1962）が明治大学在学中から清浦奎吾に私淑し卒業後、清浦の秘書として仕えたあと、日本兵器製造の東京支社長などを経て、長男にあたる貞敏とともに1940年に大和製鉄を買収して同社を名称変更したものが東京鐵鋼の創業となる。貞敏は明治大学商学部を1932年に中退し、飛島組に入社。1937年に有明鉄工所、1938年に高級鋳鉄研究所を設立した後、高級鋳鉄の生産を目指して父とともに東京鐵鋼を創業。1963年、父の病死により東京鐵鋼社長就任、以後25年間社長を務めた。1988年に会長、1992年に名誉会長となり、1995年に死去するまで代表権を持ち経営に関与した。

### 人物
1995年分の長者番付では全国1位となっている。また、田中角栄と親しく東北新幹線の太平洋回りルートにも関与している。

## 馬主活動

吉原の勝負服

1977年のダービー馬、ラッキールーラなどを所有していた馬主としても知られた。勝負服の柄は黄、青一本輪、青袖、冠名には自身の姓より「ラッキー（吉＝Lucky）」（馬名の前方）のほか「モア」（馬名の後方）、晩年は「エア」を用いた。
貞敏の没後は、長男の毎文が本人名義、その後「株式会社ラッキーフィールド」の名義で、勝負服色と冠名「エア」を引き継ぎ馬主活動を続けている。なお、「エア」の冠名は貞敏の孫（毎文の長男）が考案したもの。
当初は、父の吉原敏（さとし）への親孝行としてそのイニシャルから「エス・ワイ」の仮定名称で馬主登録していた。

## 主な所有馬

### 八大競走優勝馬
- ワイルドモア（1969年皐月賞、弥生賞、スプリングステークス）
- ラッキールーラ（1977年東京優駿、弥生賞、皐月賞2着）

### 重賞競走優勝馬
- アタックモア（1966年東京障害特別）
- ラッキータウロ（1982年東京障害特別、1983年新潟障害ステークス）
- エアジョーダン（1992年共同通信杯4歳ステークス）
- エアダブリン（1994年青葉賞、ステイヤーズステークス、1995年ダイヤモンドステークス）

### その他の所有馬
- ギャラントモア（1972年ダービー卿チャレンジトロフィー2着）
- ダンサーズホープ（1983年中山大障害3着）
- エアマジック（1993年毎日杯2着、ラジオたんぱ賞2着、共同通信杯4歳ステークス3着）